# Бела кућа
Бела кућа (енгл. White House) је службена резиденција и главно радно место председника САД у Вашингтону.
Резиденција је бело обојена неокласицистичка вила. Налази се у Пенсилванијској авенији на броју 1600 (1600 Pennsylvania Avenue) у Вашингтону.
Исти назив се користи и за најужи круг државних службеника око председника Сједињених Америчких Држава. Имање је у власништву Службе националних паркова Сједињених Америчких Држава (енгл. National Park Service), и део је Председничког парка (енгл. President's Park).
Резиденцију је дизајнирао архитекта ирског порекла Џејмс Хобан у неокласичном стилу. Хобан је направио зграду по узору на Лајнстер кућу у Даблину, зграду у којој се данас налази Ирактас, ирско законодавно тело. Изградња се одвијала између 1792. и 1800. године, користећи пешчар Аква Крика обојен у бело. Када се Томас Џеферсон уселио у кућу 1801. године, он је (са архитектом Бенџамином Хенријем Латроубом) додао ниске колонаде на сваком крилу које су скривале штале и складиште.
Године 1814, током Рата 1812, Британска војска је запалила вилу у спаљивању Вашингтона, уништивши унутрашњост и спаливши већи део спољашњости. Реконструкција је почела скоро одмах, а председник Џејмс Монро уселио се у делимично реконструисану Извршну резиденцију у октобру 1817. Изградња екстеријера је настављена додавањем полукружног јужног портика 1824. и северног портика 1829. године.

## Историја
Градња резиденције започета је 1792. по налогу Џорџа Вашингтона, а архитекта је био Џејмс Хобен из Ирске. Прва резиденција завршена је 1800. године, али су је спалиле британске трупе у Британско-америчком рату (1812—1814). Обнова резиденције, поново под руководством Џејмса Хобена, започета је 1819. године. Свој данашњи изглед бела кућа добила је коначно 1934, када је Френклин Рузвелт пренео такозвану Овалну канцеларију, радну собу председника САД, на западну страну. Свој назив „Бела кућа“ резиденција је добила 1902, по идеји Теодора Рузвелта, због њене беле фасаде.
Бела кућа има 132 собе, 35 купатила, 412 врата, 147 прозора, 8 степеница, 3 лифта, 1 базен за пливање, игралиште за тенис и биоскоп.

### 1789–1800
Након своје инаугурације у априлу 1789. године, председник Џорџ Вашингтон је користио две приватне куће у Њујорку, које су служиле као извршна вила. До краја фебруара 1790. године живео је у првој, Франклин Хаусе, у власништву комесара трезора Семјуела Осгуда, у улици Чери бр. 3. до априла 1790. Извршна вила се преселила у веће одаје у кући Александра Мекомба на Бродвеју 39–41, где је остао са супругом Мартом и мањим делом особља до августа 1790. У мају 1790. почела је изградња нове службене резиденције на Менхетну под називом Владина кућа.
Вашингтон никада није живео у згради владе јер је национална престоница премештена у Филаделфију, а затим у Вашингтон, пре њеног завршетка. Закон о пребивалишту из јула 1790. одредио је да главни град буде трајно лоциран у новом Федералном округу, а привремено у Филаделфији на десет година док је трајна престоница изграђена. Филаделфија је изнајмила вилу Роберта Мориса, трговца, с адресом 190 Хај стрит, сада 524–30 Маркет стрит, као Председничку кућу, у којој је Вашингтон обитавао од новембра 1790. до марта 1797. године. Пошто је кућа била премала да прими 30 људи који су тада чинили председничку породицу, особље и слугу, Вашингтон ју је повећао.
Председник Џон Адамс је такође користио вилу у Хај стриту у Филаделфији од марта 1797. до маја 1800. У суботу, 1. новембра 1800. Адамс је постао први председник који се уселио у Белу кућу. Председничка кућа у Филаделфији је претворена у хотел Јунион и касније коришћена за продавнице пре него што је срушена 1832. године.
Филаделфија је 1792. започела изградњу много веће Председничке виле неколико блокова даље. Била је скоро завршена до Адамсове инаугурације 1797. године. Међутим, Адамс је одлучио да је не користи, рекавши да нема овлашћење Конгреса да закупи зграду. Она је остала празна до 1800. године када је продата Универзитету Пенсилваније.
- Прва председничка вила, Самуел Осгудова кућа на Менхетну, коју је Вашингтон користио од априла 1789. до фебруара 1790.
- Друга председничка вила, кућа Александра Мекомба, на Менхетну, коју је Вашингтон користио од фебруара до августа 1790.
- Трећа председничка вила, Председничка кућа у Филаделфији, у којој је Вашингтон обитавао од новембра 1790. до марта 1797. Адамс је у њој боравио од марта 1797. до маја 1800.
- Зграда владе на Менхетну, изграђена 1790–1791, била је дизајнирана да буде стална председничка вила, али је Конгрес преместио националну престоницу у Филаделфију пре њеног завршетка.
- [[|President's House (Ninth Street)Председничку кућу]] у Филаделфији (изграђену током 1790-их) није користио ниједан председник након што је председничка вила, позната као Бела кућа, премештена из Филаделфије у нову националну престоницу Вашингтон